# Vallée-aux-Loups
Pour les articles homonymes, voir Chateaubriant.
La Vallée-aux-Loups est une propriété sise au 87, rue de Chateaubriand à Châtenay-Malabry, au cœur du Val d'Aulnay, dans le parc de la Vallée-aux-Loups (Hauts-de-Seine). Elle est occupée par François-René de Chateaubriand de 1807 à 1818 et est protégée au titre des monuments historiques.
Devenue établissement culturel départemental sous le nom de Maison de Chateaubriand, c'est une maison d'écrivain patrimoniale, dédiée à Châteaubriand et au romantisme, ouverte aux auteurs contemporains et hospitalière à tous les publics.

## Historique

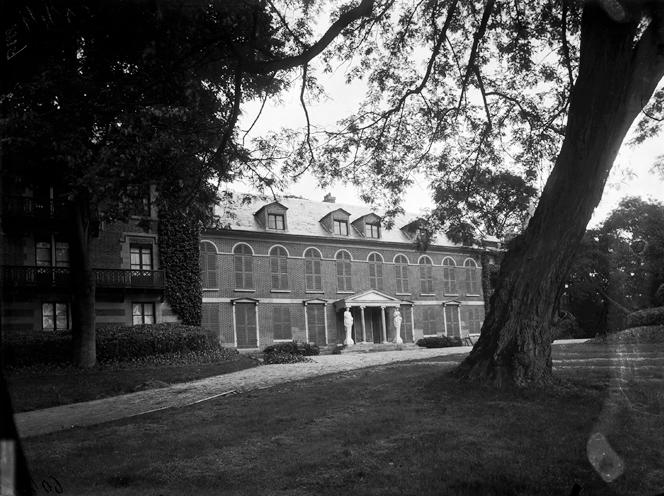
La Maison de Chateaubriand photographiée par Eugène Atget en 1901.

La maison est construite à la fin du XVIIIe siècle par un riche brasseur, André-Arnoult Acloque.
Le 22 août 1807, Chateaubriand fait l'acquisition du domaine de la Vallée-aux-Loups dans le hameau d'Aulnay, moyennant 20 000 francs, probablement grâce à un prêt de la comtesse de Choiseul-Beaupré.  
En 1807, François de Chateaubriand est déjà un écrivain célèbre grâce au succès d'Atala (1801) et du Génie du christianisme (1802). Il cherche depuis quelques années un lieu retiré pour y écrire, loin des mondanités parisiennes. Après un article publié dans le Mercure de France, dans lequel, à son retour d'Orient, il compare Napoléon à Néron, il doit s'exiler et décide de s'installer à la Vallée-aux-Loups, où il rédige plusieurs de ses œuvres dans la tour Velléda. Cette tour, construite à la fin du XVIIIe siècle, est nommée ainsi par lui d'après l'héroïne du roman Les Martyrs. L'écrivain y avait aménagé son bureau et sa bibliothèque.  
Il fait encore aménager le domaine et crée le parc de la Vallée-aux-Loups sur 14 ha, le plantant de cèdres, de catalpas, de tulipiers, de cyprès et autres arbres exotiques lui rappelant ses voyages. Il est aidé en cela par l'intervention de Sophie de Fuligny-Damas auprès de Alexandre de Humboldt pour que Aimé Bonpland fournisse des arbustes de la Malmaison.

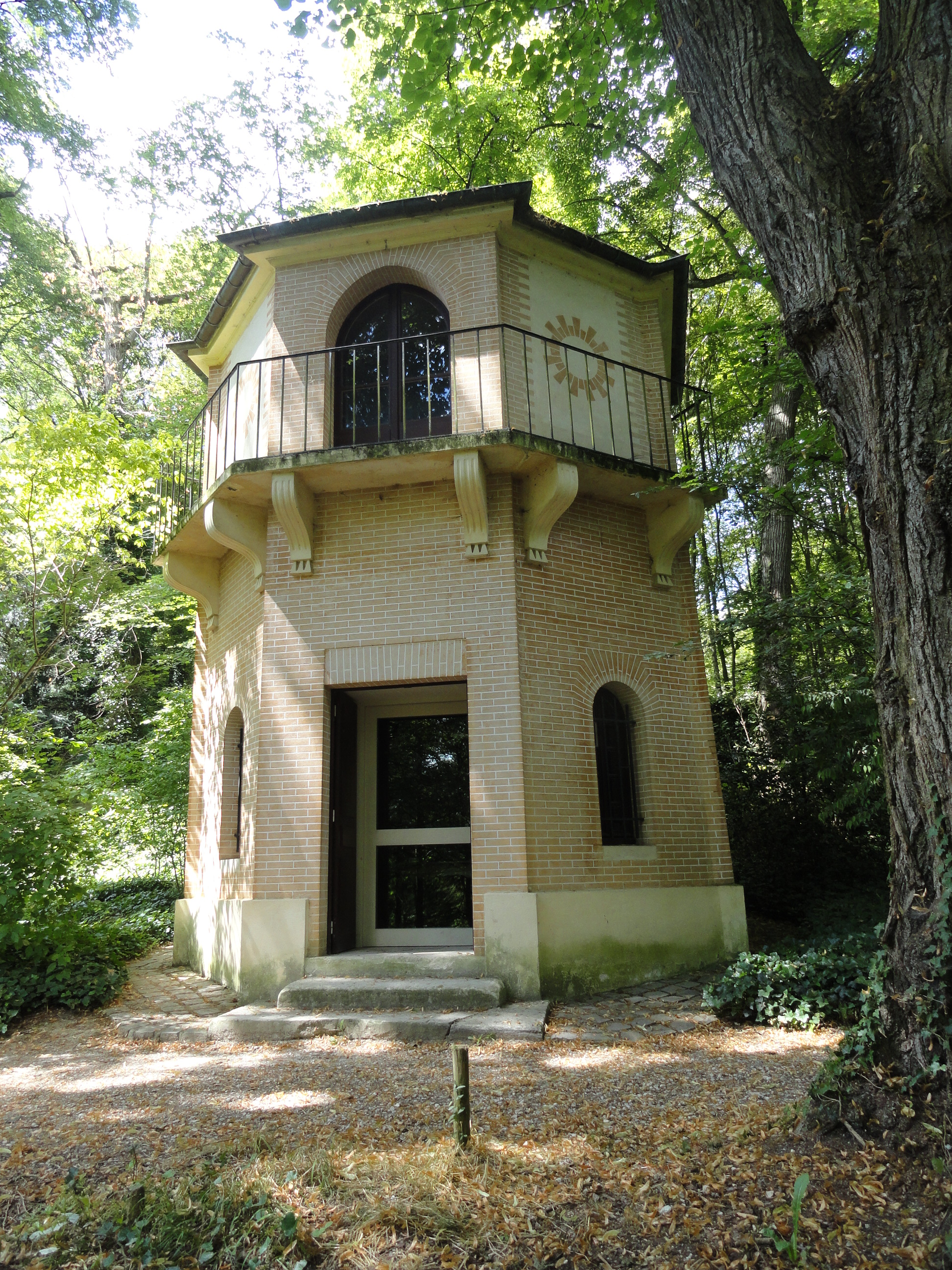
La tour Velléda, située dans le parc, où Chateaubriand aimait se réfugier pour écrire.

Après avoir perdu son poste de ministre d'État en 1816, Chateaubriand se trouve dans une situation financière catastrophique. En 1817, toujours en disgrâce, endetté et dépossédé de sa pension de ministre, il se voit obligé de vendre sa propriété aux enchères. La mise à prix de 50 000 francs est couverte par le duc de Montmorency-Laval qui offre à Juliette Récamier la jouissance de son domaine pour deux ans.   
Le duc de Montmorency y fait construire une aile avec tourelle ainsi qu'une orangerie. En 1826, le domaine passe à sa fille, Élisabeth de Montmorency, mariée avec Sosthènes de La Rochefoucauld, puis à leur fils, Sosthène II qui y font d'importants aménagements. L'ensemble est vendu en 1910 par le fils de Sosthène II, Armand, duc de La Rochefoucauld-Doudeauville (1870-1963). 
À partir de 1914, le domaine devient la propriété du docteur Henri Le Savoureux, médecin aliéniste, qui y installe une maison de repos. Il fonde en 1929 la Société Chateaubriand, qui y a toujours son siège social. Le docteur et sa femme reçoivent régulièrement à déjeuner de nombreuses personnalités du monde littéraire, artistique et scientifique : Anna de Noailles, Paul Valéry, Paul Léautaud, Julien Benda, l'abbé Mugnier, Jean Paulhan, le professeur Robert Debré (1882-1978), Jules Supervielle, Marc Chagall, Berenice Abbott, Jean Grenier et d'autres.
Le 6 novembre 1929, l'écrivain Jacques Rigaut s'y suicide d’une balle tirée en plein cœur.
Pendant la Seconde Guerre mondiale, le peintre Jean Fautrier trouve refuge dans la tour Velléda et y peint sa série de toiles des Otages alors qu'il entend les nazis fusiller des otages dans la vallée proche au lieu-dit L'Orme mort. Félix Fénéon, sa femme et sa maîtresse (Camille Platteel) prennent pension à la Vallée aux Loups en 1942 ; il en profite pour converser avec l'abbé Mugnier. 
Paul Léautaud y meurt en 1956. Après la mort du docteur Le Savoureux, sa veuve poursuit son œuvre. En 1967, le domaine de la Vallée-aux-Loups est vendu au département de la Seine puis devient la propriété du conseil général des Hauts-de-Seine en 1987
La maison de Chateaubriand est devenue un musée départemental permettant de découvrir un mobilier d'époque et un fonds de documents sur Chateaubriand. Il y est exposé, en particulier, la méridienne qui a servi de siège à Madame Récamier pour son portrait par Jacques-Louis David en 1800. En fin d'année 2019, le musée fait l'acquisition, chez Artcurial, d'une sculpture en marbre de Laurent Marqueste, mesurant 71 × 74 × 42 cm et représentant Velléda.

### Protection
L'ensemble — comprenant les façades et toitures (ainsi que l'escalier intérieur et sa rampe), la tour Velléda et le parc — fait l’objet d’un classement au titre des monuments historiques depuis le 24 janvier 1978. Le reste de la propriété — la maison, ainsi que l'aile du duc de Montmorency avec sa tourelle — fait l’objet d’une inscription au titre des monuments historiques depuis le 31 janvier 1964.

## Environnement
À partir de 1986, le conseil départemental reprend les pépinières Croux situées à côté de la propriété et y aménage l'arboretum de la Vallée-aux-Loups en créant des jardins à thèmes liés à l'histoire ou à la topographie du site. L'arboretum, labellisé « jardin remarquable », présente une collection de plus de 500 espèces d'arbres et d'arbustes et comprend également l'Île Verte, une propriété ouverte au public.

## Les expositions

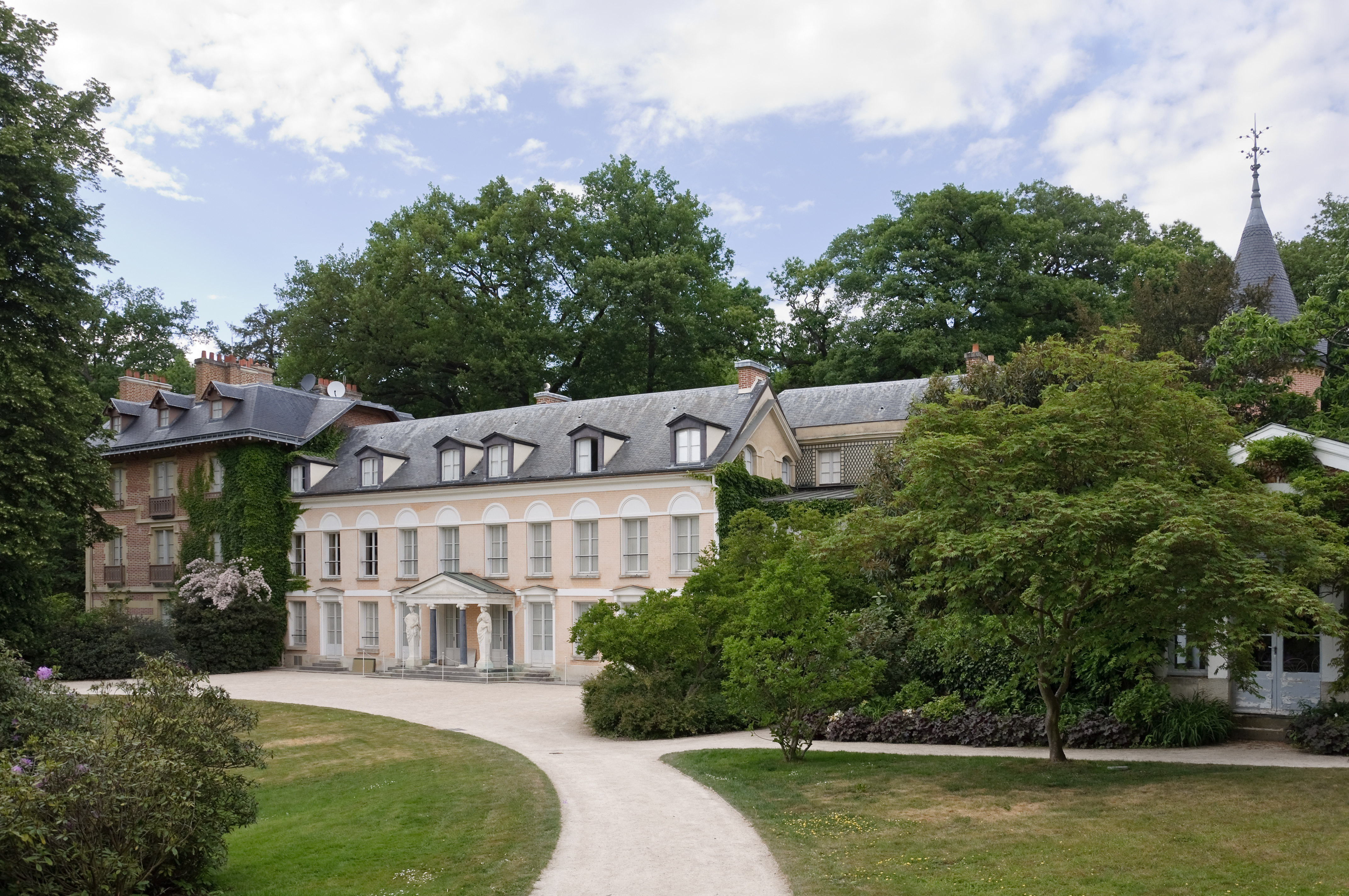
La Maison de Chateaubriand est aujourd'hui un musée.

La Maison de Chateaubriand organise depuis 1989 des expositions destinées à mieux faire connaître celui qui fut son hôte illustre ainsi que l'époque à laquelle il vécut et qui a profondément nourri son œuvre. La Maison est également ouverte à la création contemporaine, surtout lorsque celle-ci nourrit un lien avec le romantisme, ou avec des sujets qui furent chers à Chateaubriand.

## Descriptif
L'ensemble de la maison se compose de trois bâtiments.
1. La maison Aclocque, située au centre, date de 1783. Chateaubriand fait orner la façade d'un péristyle néo-classique dont le fronton triangulaire est soutenu par deux colonnes et deux cariatides. Elle comprend au rez-de-chaussée en entrant : le vestibule avec l'escalier desservant l'étage, à gauche la salle à manger et à droite le grand salon. À l'étage, la chambre de Mme Récamier avec l'antichambre à gauche sur le palier, et la chambre de Chateaubriand à droite. Chateaubriand n'a connu que ce bâtiment.
2. L'aile Montmorency, construite en 1818-1820, à droite de la maison Acloque comprend au rez-de-chaussée le salon bleu qui communique avec le grand salon, duquel on passe en allant à droite au salon Le Savoureux et au vestibule ogival construit à l'emplacement d'un ancien petit appentis de Chateaubriand. En poursuivant sur la droite on passe au salon Girodet qui communique à droite avec un cabinet littéraire. De ce bâtiment on peut gagner l'étage par un escalier à vis. La tourelle dite troubadour flanque cette aile.
3. Le pavillon La Rochefoucauld est construit en 1860-1865. Ce bâtiment se situe à gauche de la maison Acloque pour faire le pendant à l'aile Montmorency. Le rez-de-chaussée comprend l'accueil du musée, la boutique et la bibliothèque. L'étage comprend également une partie de la bibliothèque et des bureaux.

### Rez-de-chaussée

#### Salle à manger
La salle à manger a été le salon au temps de Chateaubriand. Les murs sont garnis d'un papier peint marbré blanc et vert, réplique d'un modèle des années 1810-1820 conservé dans les collections du musée des arts décoratifs de Paris. Cette pièce reçoit la lumière par deux ouvertures dont l'une donne sur le parc et l'autre sur le bois. Un poêle en faïence blanche identique à celui décrit dans l'inventaire de 1818 de Me Denis est placé dans cette pièce. Le portrait de Céleste de Chateaubriand orne également cette pièce.

#### Vestibule
Entrée de la maison du temps de Chateaubriand, cette pièce abrite un escalier atypique. Installé par l'écrivain, il pourrait provenir d'un navire anglais démâté à Saint-Malo. On peut y voir à la fois un hommage à sa Bretagne natale, un témoignage de sa fascination pour la mer, mais aussi de son goût marqué pour les voyages. Depuis l'extérieur, on peut admirer la façade de la maison que Chateaubriand agrémenta d'un portail néoclassique : « je fis quelques additions à la chaumière ; j'embellis sa muraille de briques d'un portique soutenu par deux colonnes de marbre noir et deux cariatides de marbre blanc : je me souvenais d'être passé à Athènes ».

#### Grand salon
Ancienne salle à manger de Chateaubriand, elle est tendue d'une toile peinte et glacée, dite de perse, à ramages, provenant de la maison Braquenié, identique à celle qui s'y trouvait au XIXe siècle. Le mobilier en érable moucheté et marqueté d'amarante date de la Restauration. Ce grand salon offre une évocation de la carrière politique et diplomatique de Chateaubriand : le portrait de Chateaubriand peint par Pierre-Louis Delaval en 1825 le représente en costume de membre de la Chambre des Pairs, dignité qu’il reçoit en 1815 et à laquelle il renonce à l’avènement de la monarchie de Juillet. 

#### Salon bleu

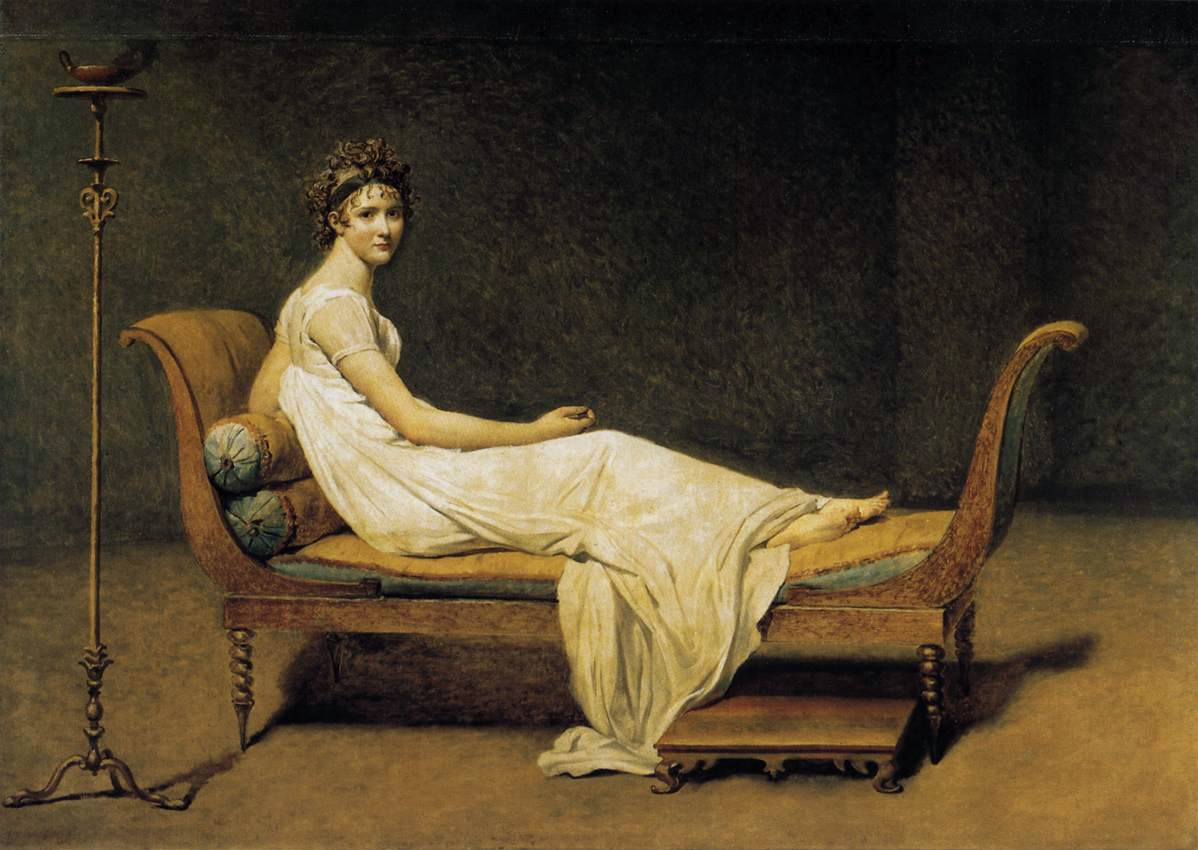
Jacques-Louis David, Portrait de Madame Récamier (1800), Paris, musée du Louvre.

Ce salon, à l'emplacement de l'ancienne cuisine du temps de Chateaubriand, évoque Juliette Récamier dont Chateaubriand tombe amoureux lors d'un dîner chez Germaine de Staël en 1817. On peut voir dans cette pièce une copie d'atelier de la célèbre méridienne sur laquelle Juliette Récamier a été peinte par Jacques-Louis David en 1800. L'originale est actuellement exposée au musée du Louvre. 
On trouve également dans ce salon, une sculpture en marbre de Laurent Marqueste, de 1889, représentant Velléda, la druidesse gauloise du roman Les Martyrs, publié en 1809. Ce personnage fut inspiré à Châteaubriand par Natalie de Noailles, une autre de ses muses et maîtresses.

#### Salon Le Savoureux
Cette pièce évoque les derniers propriétaires privés de la Vallée-aux-Loups, Henri Le Savoureux et son épouse Lydie Plekhanov. Le docteur achète la propriété aux La Rochefoucauld en 1914. Transformé en maison de santé, le lieu reçoit alors des patients dépressifs ou en convalescence. 
Henri Le Savoureux et son épouse vont également faire de la Vallée-aux-Loups un lieu de rencontre pour l’intelligentsia de cette première moitié du XXe siècle. Des écrivains, des peintres, des artistes, venus chercher l'inspiration ou le repos, deviennent les hôtes privilégiés des lieux.

#### Salon Girodet
Dans ce salon est exposé le portrait de Chateaubriand peint par Anne-Louis Girodet-Trioson, artiste proche de Chateaubriand. Il s'agit du modello du portrait présenté au Salon de 1810, sous le titre de Homme méditant sur les ruines de Rome (l'original est exposé au musée de Saint-Malo).

### Premier étage

#### Chambre de l'écrivain
Autrefois chambre de l’écrivain, cette pièce est aujourd’hui consacrée aux œuvres écrites pendant les années passées à la Vallée-aux-Loups, de 1807 à 1817. Chateaubriand y écrit une épopée en prose (les Martyrs), un récit de voyage (Itinéraire de Paris à Jérusalem) ainsi que deux ouvrages qu’il ne publiera que bien des années plus tard : un récit mauresque (l’Abencerage) et une tragédie biblique (Moïse). Il commence ses Études historiques et les Mémoires de ma vie qui deviendront les Mémoires d’outre-tombe. En 1814, à la chute de Napoléon, il fait son entrée dans la vie politique avec De Buonaparte et des Bourbons et multiplie les articles de journaux et les brochures. 

#### Chambre de Madame Récamier
Cette pièce se compose d'une antichambre et de la chambre qu'occupa Mme Récamier lors de ses nombreux séjours à la Vallée-aux-Loups entre 1818 et 1826, après la vente de la Maison par Chateaubriand à Mathieu de Montmorency, un autre admirateur de Juliette Récamier. C'était, lorsque Chateaubriand y vivait encore, la chambre de sa femme, Céleste de Chateaubriand. 
Une gravure sur chevalet représente la demeure de Juliette Récamier à l'Abbaye-aux-Bois évoquée dans cette pièce : au mur est présentée une copie du tableau que Juliette Récamier possédait, Corinne au cap Misène. D'après un original de François Gérard, cette œuvre est un hommage à Germaine de Staël, femme de lettres et grande amie de Juliette Récamier et chez qui Juliette rencontra Chateaubriand.

#### Le palier
Sur le palier de l'escalier est exposé le tableau, Les adieux de René à sa sœur peint par Lancelot-Théodore Turpin de Crissé, exposé au Salon de 1806. Il représente une scène tirée du roman René, paru en 1802 dans le Génie du Christianisme de Chateaubriand.

#### L'infirmerie Marie-Thérèse
La petite pièce suivant le palier évoque l'épouse de Chateaubriand, Céleste, et en particulier l'œuvre de charité qu'elle a fondé en 1820, institution destinée à accueillir les prêtres âgés et les femmes aristocrates ruinées par la Révolution. Dans la chapelle de cette institution, située rue d'Enfer— devenue avenue Denfert-Rochereau — se trouve une représentation de Sainte Thérèse d'Avila par François Gérard : la maison de Chateaubriand conserve le modello original de cette œuvre.

#### Chambre de Chateaubriand
Autrefois, cette pièce était le salon de Céleste. Elle reproduit maintenant le décor de la chambre de Chateaubriand pendant la dernière année de sa vie, dans son appartement de la rue du Bac. On y trouve deux tableaux : un portrait de Chateaubriand, peint par Antoine Étex un an avant la mort de l'écrivain, et un autre tableau qui représente le cortège funèbre de Chateaubriand au Grand Bé, où il a été inhumé le 19 juillet 1848.